# Samuel Wilder
Samuel 'Sam' Wilder is een personage in de televisieserie Charmed. De rol van Sam Wilder wordt vertolkt door de acteur Scott Jaeck.
Nadat hij een whitelighter geworden was, werd Patty Halliwell (de moeder van de Charmed Ones) een van zijn pupillen. Aan het einde van haar relatie met Victor Bennet werd Patty verliefd op Sam, hij en Patty kregen, hoewel de relatie verboden werd, een dochter: Paige.
Na de dood van Patty en het afstaan van Paige gaat het bergaf met Sam. Hij wordt ontslagen uit zijn job van whitelighter en zondert zich af, op de plaats waar Patty stierf. Pas na de hulp van zijn dochter Paige een Charmed One, gaat het terug de goede kant op met Sam, en krijgt hij een goed contact met zijn dochter Paige.